# هاري ماكفيرسون
هاري ماكفيرسون (بالإنجليزية: Harry McPherson)‏ هو محامي أمريكي، ولد في 22 أغسطس 1929 في تايلر في الولايات المتحدة، وتوفي في 16 فبراير 2012 في بيثيسدا في الولايات المتحدة.

## وصلات خارجية
- هاري ماكفيرسون على موقع إن إن دي بي (الإنجليزية)